# Скрытница лисохвостовидная
Скры́тница лисохво́стови́дная (лат. Crýpsis alopecuroídes) — вид травянистых растений рода Скрытница (Crypsis) семейства Злаки (Poaceae).

## Ботаническое описание

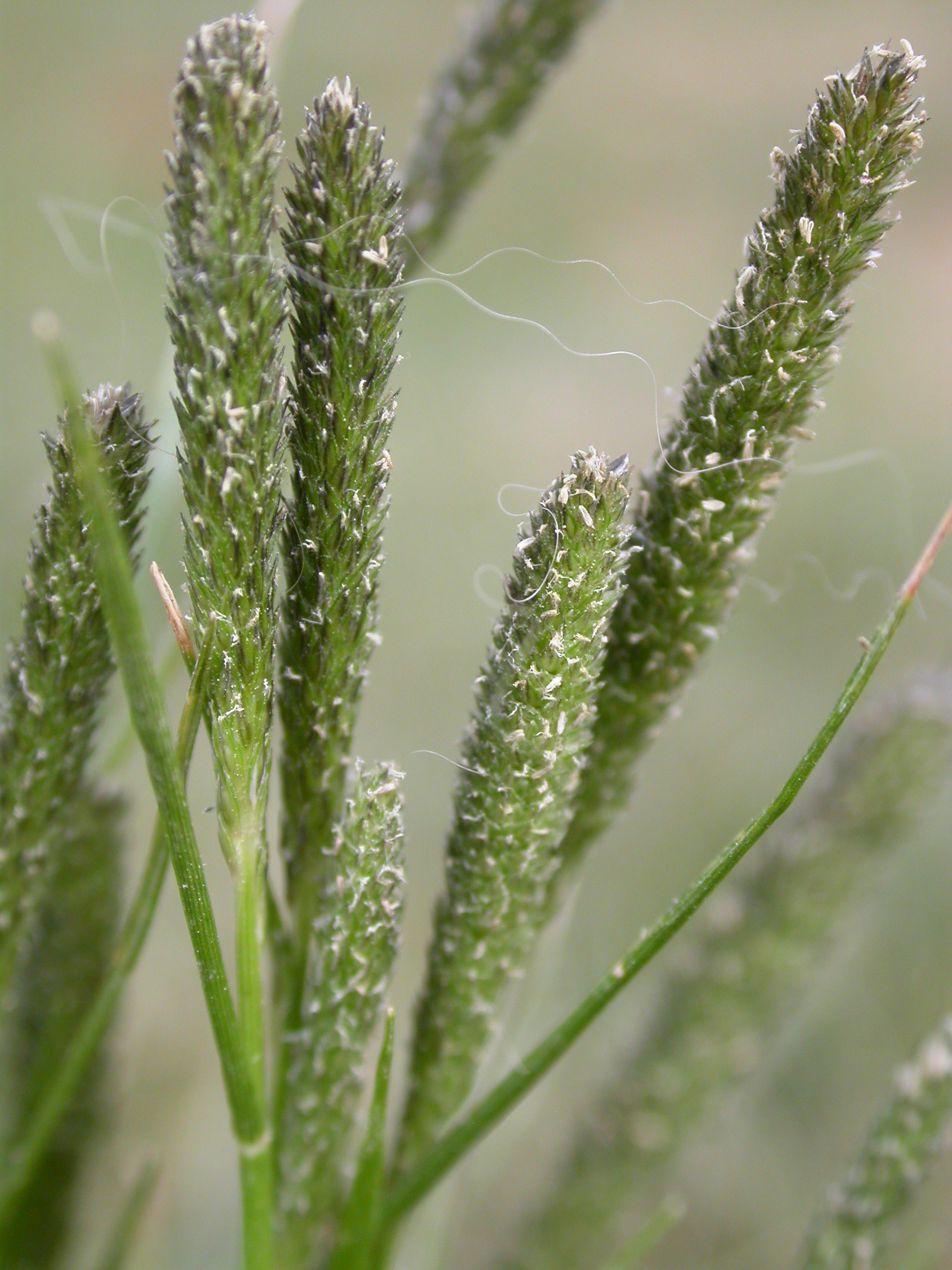
Соцветия

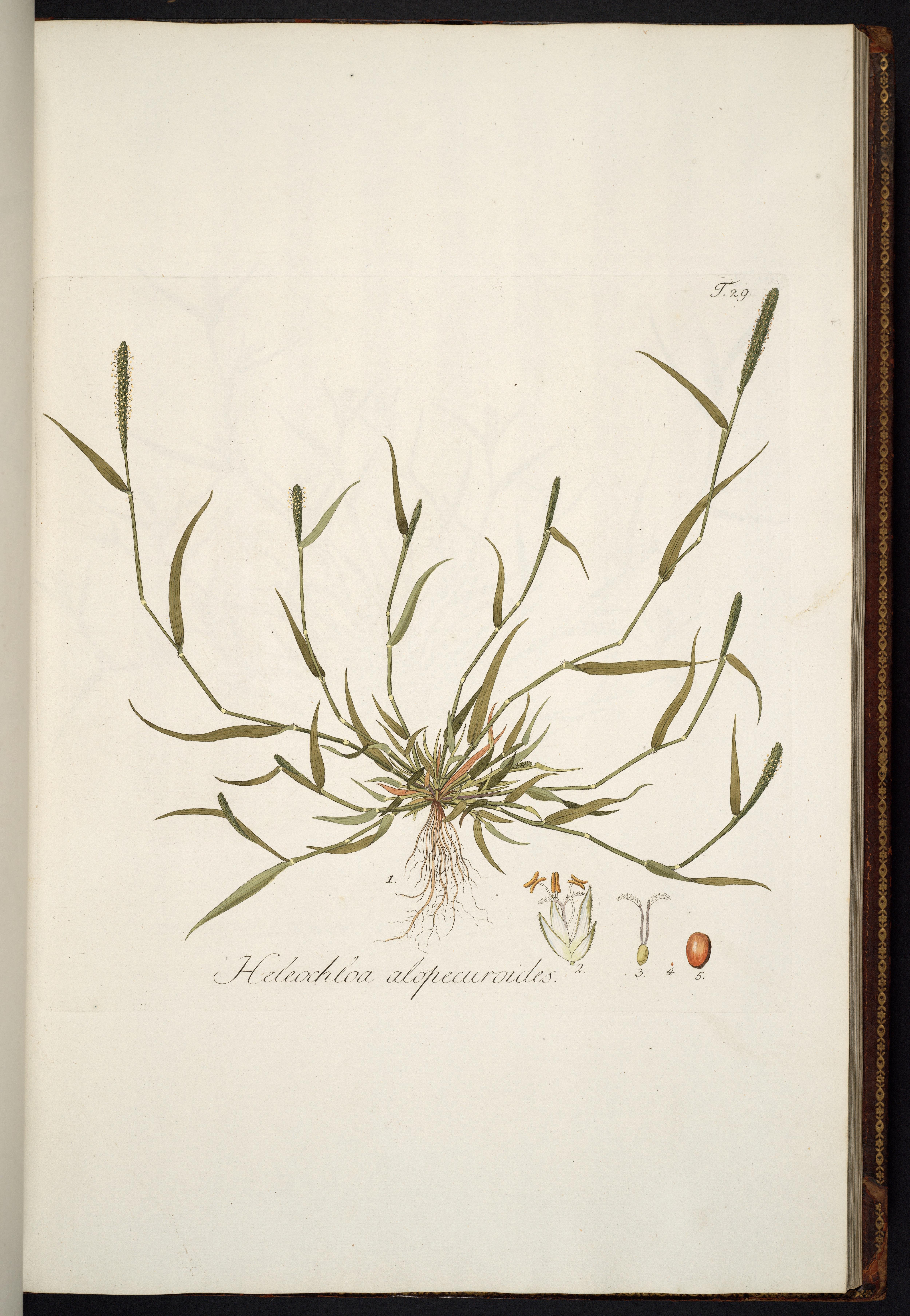

Однолетнее травянистое растение, с тонкими мочковатыми корнями. Стебли неветвистые, в числе нескольких, в нижней части коленчато изогнутые и приподнимающиеся, отчасти прямостоячие, почти цилиндрические или с одной стороны плоские, 10—30 см высотой и 0,5—1 мм толщиной. Листья более или менее отклонённые от стебля, вдоль сложенные или отчасти плоские, жестковатые, серовато-зелёные, 2—6 см длиной и 1,5—3 мм шириной, на верхней стороне усаженные очень короткими жестковатыми волосками, при основании переходящие в узкие цилиндрические, не отклонённые от стебля влагалища, имеющие на верхушке вместо язычка узкую кайму из волосков.
Соцветие зеленовато-сероватое, цилиндрическое, книзу обыкновенно немного утончённое, 2—5 см длиной и 3—5 мм шириной; влагалище верхнего листа обыкновенно не доходит до зрелого соцветия и не одевает его основания. Колоски 1-цветковые, сжатые с боков; колосковые чешуйки плёнчатые, почти равные между собой, вдоль сложенные и в таком виде узко-ланцетовидные, заострённые, около 2 мм длиной и ⅓ мм шириной, на спинке килевидные, с очень короткими ресничками и зелёной, книзу утончающейся и бледнеющей полоской. Прицветные чешуйки плёнчатые, в верхней части по килю и по краю тёмно-покрашенные, в сложенном виде ланцетовидные, неравные: наружная — 2,5—3 мм длиной и 0,5 мм шириной, на ½ мм длиннее более тупой внутренней. Тычинок 3, семя около 1 мм длиной и 0,5 мм шириной.

## Распространение и экология
Северная Африка, Европа, Кавказ, Западная и Средняя Азия, Западная Сибирь. На свежих, преимущественно аллювиальных песках, галечниках, в поймах рек и на берегах водоёмов, на солонцеватых местах, вдоль дорог.

## Синонимы
- Agrostis brachystachys (C.Presl) Schult. & Schult.f.
- Alopecurus fulvus Forssk. ex Steud.
- Alopecurus geniculatus Sibth. ex Steud.
- Chilochloa explicata (Link) Roem. & Schult.
- Crypsis aegyptiaca Tausch
- Crypsis brachystachys Trab.
- Crypsis explicata (Link) F.Herm.
- Crypsis geniculata Roem. & Schult.
- Crypsis macrostachya Brot.
- Crypsis nigricans Guss.
- Crypsis phalaroides M.Bieb.
- Crypsis schoenoides Hochst. ex Steud.
- Crypsis sicula Jan
- Crypsis tenella Pancic
- Crypsis tenuissima Tausch
- Heleochloa alopecuroides (Piller & Mitterp.) Host ex Roem. — Аржаница батлачковидная
- Heleochloa brachystachys (C.Presl) K.Richt.
- Heleochloa explicata (Link) Hack. ex Fritsch
- Phalaris explicata Link
- Phalaris geniculata Sm.
- Phleum alopecuroides Piller & Mitterp.
- Sporobolus alopecuroides (Piller & Mitterp.) P.M.Peterson — Споробол лисохвостовидный
- Vilfa brachystachys C.Presl